# Rhabdomastix (Rhabdomastix) callosa
Rhabdomastix (Rhabdomastix) callosa is een tweevleugelige uit de familie steltmuggen (Limoniidae). De soort komt voor in het Australaziatisch gebied.